# Vienne-en-Bessin
Vienne-en-Bessin település Franciaországban, Calvados megyében. Lakosainak száma 266 fő (2022. január 1.). Vienne-en-Bessin Esquay-sur-Seulles, Le Manoir, Saint-Vigor-le-Grand, Sommervieu és Creully sur Seulles községekkel határos.

## Népesség
A település népessége az elmúlt években az alábbi módon változott:
| Lakosok száma | 137  | 152  | 198  | 247  | 290  | 296  | 297  | 299  | 288  | 266  |
|               | 1968 | 1982 | 1990 | 2006 | 2013 | 2015 | 2017 | 2019 | 2020 | 2022 |